# Metal Ballads vol. 1
Metal Ballads vol. 1 - album studyjny polskiej grupy muzycznej Coma. Wydawnictwo ukazało się 20 października 2017 roku nakładem wytwórni muzycznej Mystic Production.
Nagrania były promowane teledyskiem do utworu pt. "Lajki", który zrealizowała Dominika Podczaska.

## Lista utworów
Opracowano na podstawie materiału źródłowego.
1. "Uspokój Się" – 3:55
2. "Lajki" – 3:56
3. "Widzę Do Tyłu" – 3:54
4. "Za Słaby" – 3:59
5. "Odwołane" – 2:34
6. "Snajper" – 5:28
7. "Odniebienie" – 4:18
8. "Cukiernicy" – 3:09
9. "Konfetti" – 3:14
10. "Za Chwilę Przestaniemy Świecić" – 5:31
11. "Proste Decyzje" – 4:04

## Twórcy
- Piotr Rogucki – wokal prowadzący
- Dominik Witczak – gitara rytmiczna, gitara prowadząca
- Marcin Kobza – gitara rytmiczna, gitara prowadząca
- Rafał Matuszak – gitara basowa
- Adam Marszałkowski – perkusja
- Paweł Cieślak – klawisze